# Saint-Martin-de-May
Saint-Martin-de-May es una comuna nueva francesa situada en el departamento de Calvados, de la región de Normandía.

## Historia
Fue creada el 1 de enero de 2025, en aplicación de una resolución del prefecto de Calvados de 30 de septiembre de 2024 con la unión de las comunas de May-sur-Orne y Saint-Martin-de-Fontenay, pasando a estar el ayuntamiento en la antigua comuna de May-sur-Orne.

## Demografía
Según los datos aportados en la resolución del prefecto de Calvados, la comuna se crea con 4596 habitantes.

## Composición
| Comuna delegada          | Código INSEE | Población (2022) | Superficie (km²) | Densidad (hab./km²) |
| ------------------------ | ------------ | ---------------- | ---------------- | ------------------- |
| May-sur-Orne             | 14408        | 2017             | 3.49             | 578                 |
| Saint-Martin-de-Fontenay | 14623        | 2511             | 10.72            | 234                 |